# Copa do Mundo de Futsal de 2024
A Copa do Mundo de Futsal da FIFA de 2024 foi a décima edição da competição organizada pela Federação Internacional de Futebol (FIFA). O evento foi realizado no Uzbequistão entre os dias 14 de setembro e 6 de outubro. É o primeiro torneio da FIFA sediado pelo Uzbequistão e por um país da Ásia Central. O torneio retornou ao seu ciclo habitual de quatro anos após a edição anterior ter sido adiada em um ano devido à pandemia de COVID-19.
Portugal era o atual campeão ao derrotar a Argentina na final anterior por 2–1, mas foi eliminado nas oitavas de final contra o Cazaquistão.
O Brasil conquistou seu sexto título, o primeiro desde 2012, ao derrotar a Argentina por 2–1 na final. A Ucrânia venceu a França por 7–1 para ficar com o terceiro lugar.

## Candidatura
Os seguintes países manifestaram interesse em sediar a competição:
AFC
- Índia[7]
- Irã[8]
- Uzbequistão
- Vietnã[9]

CAF
- Marrocos[10]

CONCACAF
- Estados Unidos[11]

Em abril de 2023, foi relatado que Marrocos receberia os direitos de sede, uma vez que foi a única proposta apresentada à FIFA. No entanto, o Uzbequistão foi escolhido como anfitrião no conselho da FIFA de 23 de junho de 2023, em Zurique, na Suíça.
O entusiasmo do país e seu histórico em sediar eventos foram considerados as razões para a escolha do Uzbequistão. Esta é a quarta vez que um país asiático sedia o evento e marca a primeira vez que um torneio da FIFA foi realizado na Ásia Central. Antes, o Uzbequistão deveria sediar a Copa do Mundo de Futebol Feminino Sub-20 de 2012, mas foi destituído dos direitos devido a uma série de problemas logísticos e técnicos; o Japão assumiu o lugar.

## Seleções qualificadas
Um total de 24 seleções se qualificaram para o torneio final, sendo que a nação anfitriã, o Uzbequistão, se garantiu automaticamente. As demais 23 seleções advieram de torneios continentais realizados pelas seis confederações do futebol associadas à FIFA.
Quatro seleções fizeram sua estreia: Afeganistão, França, Nova Zelândia e Tajiquistão. Dos que regressaram, as europeias Croácia e Países Baixos retornaram após uma ausência de 24 anos. A Líbia regressou após se classificar pela última vez em 2012, enquanto Cuba e Ucrânia se classificaram após se ausentarem na última edição.
| Confederação                                  | Torneio de qualificação               | Classificado  | Ap. | Ult. | Melhor desempenho                              |
| --------------------------------------------- | ------------------------------------- | ------------- | --- | ---- | ---------------------------------------------- |
| AFC (Ásia)                                    | País sede                             | Uzbequistão   | 3ª  | 2021 | Oitavas de final (2021)                        |
| AFC (Ásia)                                    | Copa da Ásia de 2024                  | Tailândia     | 7ª  | 2021 | Oitavas de final (2012, 2016 e 2021)           |
| AFC (Ásia)                                    | Copa da Ásia de 2024                  | Tajiquistão   | 1ª  | —    | Estreante                                      |
| AFC (Ásia)                                    | Copa da Ásia de 2024                  | Irã           | 9ª  | 2021 | Terceiro lugar (2016)                          |
| AFC (Ásia)                                    | Copa da Ásia de 2024                  | Afeganistão   | 1ª  | —    | Estreante                                      |
| CAF (África)                                  | Campeonato Africano de Nações de 2024 | Angola        | 2ª  | 2021 | Fase de grupos (2021)                          |
| CAF (África)                                  | Campeonato Africano de Nações de 2024 | Marrocos      | 4ª  | 2021 | Quartas de final (2021)                        |
| CAF (África)                                  | Campeonato Africano de Nações de 2024 | Líbia         | 3ª  | 2012 | Fase de grupos (2008 e 2012)                   |
| CONCACAF (América do Norte, Central e Caribe) | Campeonato da CONCACAF de 2024        | Costa Rica    | 6ª  | 2021 | Oitavas de final (2021)                        |
| CONCACAF (América do Norte, Central e Caribe) | Campeonato da CONCACAF de 2024        | Cuba          | 6ª  | 2016 | Fase de grupos (1996, 2000, 2004, 2008 e 2016) |
| CONCACAF (América do Norte, Central e Caribe) | Campeonato da CONCACAF de 2024        | Panamá        | 4ª  | 2021 | Oitavas de final (2012)                        |
| CONCACAF (América do Norte, Central e Caribe) | Campeonato da CONCACAF de 2024        | Guatemala     | 6ª  | 2021 | Fase de grupos (2000, 2008, 2012, 2016 e 2021) |
| CONMEBOL (América do Sul)                     | Copa América de 2024                  | Brasil        | 10ª | 2021 | Campeão (1989, 1992, 1996, 2008 e 2012)        |
| CONMEBOL (América do Sul)                     | Copa América de 2024                  | Argentina     | 10ª | 2021 | Campeão (2016)                                 |
| CONMEBOL (América do Sul)                     | Copa América de 2024                  | Venezuela     | 2ª  | 2021 | Oitavas de final (2021)                        |
| CONMEBOL (América do Sul)                     | Copa América de 2024                  | Paraguai      | 7ª  | 2021 | Quartas de final (2016)                        |
| OFC (Oceania)                                 | Copa das Nações da OFC de 2023        | Nova Zelândia | 1ª  | —    | Estreante                                      |
| UEFA (Europa)                                 | Eliminatórias da UEFA                 | Cazaquistão   | 4ª  | 2021 | Quarto lugar (2021)                            |
| UEFA (Europa)                                 | Eliminatórias da UEFA                 | Espanha       | 10ª | 2021 | Campeão (2000 e 2004)                          |
| UEFA (Europa)                                 | Eliminatórias da UEFA                 | França        | 1ª  | —    | Estreante                                      |
| UEFA (Europa)                                 | Eliminatórias da UEFA                 | Portugal      | 7ª  | 2021 | Campeão (2021)                                 |
| UEFA (Europa)                                 | Eliminatórias da UEFA                 | Ucrânia       | 6ª  | 2016 | Quarto lugar (1996)                            |
| UEFA (Europa)                                 | Eliminatórias da UEFA                 | Croácia       | 2ª  | 2000 | Quinto lugar (2000)                            |
| UEFA (Europa)                                 | Eliminatórias da UEFA                 | Países Baixos | 5ª  | 2000 | Vice-campeão (1989)                            |

## Sedes
A FIFA inicialmente inspecionou arenas nas cidades de Tasquente, Bucara, Andijã e Fergana antes da escolha do país como sede. Depois de receberem os direitos, o Uzbequistão propôs quatro locais para o torneio, todos baseados na capital, Tasquente. Bucara e Andijã foram posteriormente confirmadas, definindo três cidades-sede em 19 de abril de 2024.
| Tasquente                        | Tasquente                        | Tasquente Bucara Andijã |
| Humo Arena                       |                                  | Tasquente Bucara Andijã |
| Capacidade: 12 500               |                                  | Tasquente Bucara Andijã |
|                                  |                                  | Tasquente Bucara Andijã |
| Andijã                           | Bucara                           | Tasquente Bucara Andijã |
| Andijan Universal Sports Complex | Bukhara Universal Sports Complex | Tasquente Bucara Andijã |
| Capacidade: 4 000                | Capacidade: 4 000                | Tasquente Bucara Andijã |

## Árbitros
Os seguintes árbitros foram designados para o torneio:
| Confederação | Árbitros               |
| ------------ | ---------------------- |
| AFC          | UAE Fahad Alhosani     |
| AFC          | CHN An Ran             |
| AFC          | THA Pornnarong Grairod |
| AFC          | JPN Hiroyuki Kobayashi |
| AFC          | IRN Ebrahim Mehrabi    |
| AFC          | UZB Anatoliy Rubakov   |
| AFC          | AUS Ryan Shepheard     |
| AFC          | VIE Trương Quốc Dũng   |
| AFC          | CHN Liu Jianqiao[RES]  |
| CAF          | EGY Mohamed Youssef    |
| CAF          | MAR Khalid Hnich       |
| CAF          | TUN Aymen Kammoun      |
| CAF          | EGY Tarek Elkhataby    |
| CONMEBOL     | CHI Cristian Espíndola |
| CONMEBOL     | COL Daniel Manrique    |
| CONMEBOL     | URU Daniel Rodríguez   |
| CONMEBOL     | PER Rolly Rojas        |
| CONMEBOL     | ARG Lautaro Romero     |
| CONMEBOL     | BRA Anelize Schulz     |
| CONMEBOL     | PAR Rafael Villalba    |
| CONMEBOL     | VEN Oriana Zambrano    |

| Confederação | Árbitros               |
| ------------ | ---------------------- |
| CONCACAF     | CUB Reinier Fiss       |
| CONCACAF     | SLV Jorge Flores       |
| CONCACAF     | PAN Ricardo Lay        |
| CONCACAF     | PAN Roberto López      |
| CONCACAF     | CRC Diego Molina       |
| CONCACAF     | USA Josh Wilkens       |
| OFC          | NZL Antony Riley       |
| OFC          | NZL Chris Sinclair     |
| UEFA         | POR Cristiano Cardoso  |
| UEFA         | CZE Ondřej Černý       |
| UEFA         | ESP Juan José Cordero  |
| UEFA         | POR Eduardo Fernandes  |
| UEFA         | POL Damian Grabowski   |
| UEFA         | CRO Nikola Jelić       |
| UEFA         | ITA Nicola Manzione    |
| UEFA         | ESP Alejandro Martínez |
| UEFA         | SUI Daniel Matković    |
| UEFA         | SVN Dejan Veselič      |

•* RES. ^ Árbitro reserva

## Sorteio
O sorteio que definiu a composição dos grupos foi realizado em 26 de maio de 2024 no Reguistão, principal praça de Samarcanda, no Uzbequistão.
As 24 equipes foram divididas em seis grupos de quatro equipes, com o anfitrião automaticamente classificado para o Pote 1 e colocado na primeira posição do Grupo A, enquanto as equipes restantes foram classificadas em seus respectivos potes com base em suas colocações no novo Ranking Mundial de Futsal da FIFA de 6 de maio de 2024.
| Pote 1                                                                                          | Pote 2                                                                                        | Pote 3 | Pote 4                                                                                     |
| ----------------------------------------------------------------------------------------------- | --------------------------------------------------------------------------------------------- | --- | ------------------------------------------------------------------------------------------ |
| - Uzbequistão (11, como A1) - Brasil (1) - Portugal (2) - Espanha (3) - Irã (4) - Argentina (5) | - Marrocos (6) - Cazaquistão (8) - Tailândia (9) - França (10) - Ucrânia (12) - Paraguai (13) | - Croácia (16) - Nova Zelândia (19) - Venezuela (21) - Afeganistão (30) - Costa Rica (31) - Tajiquistão (34) | - Países Baixos (36) - Guatemala (40) - Panamá (44) - Angola (47) - Líbia (50) - Cuba (78) |

## Fase de grupos
As duas primeiras equipes de cada grupo mais os quatro melhores terceiro colocados avançam para as oitavas de final.
Todas as partidas seguem o fuso horário local (UTC+5).

### Grupo A
| Pos | Equipe        | Pts | J | V | E | D | GP | GC | SG | Classificado |
| --- | ------------- | --- | - | - | - | - | -- | -- | -- | ------------ |
| 1   | Paraguai      | 6   | 3 | 2 | 0 | 1 | 11 | 8  | +3 | Fase final   |
| 2   | Países Baixos | 5   | 3 | 1 | 2 | 0 | 10 | 7  | +3 | Fase final   |
| 3   | Costa Rica    | 4   | 3 | 1 | 1 | 1 | 9  | 10 | −1 | Fase final   |
| 4   | Uzbequistão   | 1   | 3 | 0 | 1 | 2 | 7  | 12 | −5 |              |

| 14 de setembro | Paraguai                                                                            | 5 – 2     | Costa Rica                        | Humo Arena, Tasquente                          |
| 17:30          | Salas 00'49" · Méndez 10'01" · Pascottini 10'14" · Báez 23'26" · F. Martínez 38'14" | Relatório | Cabalceta 06'08" · Cubillo 16'42" | Público: 5 658 Árbitro: THA Pornnarong Grairod |

| 14 de setembro | Uzbequistão                                       | 3 – 3     | Países Baixos                                 | Humo Arena, Tasquente                    |
| 20:00          | Tulkinov 15'18" · Ropiev 35'46" · Nishonov 39'11" | Relatório | Ceyar 03'17" · Ouaddouh 27'12" (pen.), 36'28" | Público: 7 561 Árbitro: MAR Khalid Hnich |

| 17 de setembro | Costa Rica                        | 2 – 2     | Países Baixos                      | Humo Arena, Tasquente                      |
| 17:30          | Ceyar 06'15" (g.c.) · León 31'38" | Relatório | Bouzambou 18'51" · Ouaddouh 20'32" | Público: 1 481 Árbitro: ARG Lautaro Romero |

| 17 de setembro | Uzbequistão     | 1 – 4     | Paraguai                                                       | Humo Arena, Tasquente                    |
| 20:00          | Nishonov 35'00" | Relatório | Espinoza 15'49" · Báez 16'03" · Martínez 23'10" · Salas 25'19" | Público: 9 081 Árbitro: CUB Reinier Fiss |

| 20 de setembro | Costa Rica                                                                        | 5 – 3     | Uzbequistão                                      | Humo Arena, Tasquente                      |
| 20:00          | Cubillo 03'13" · León 19'18" · Chavarría 31'30" · Cabalceta 32'08" · Salas 37'16" | Relatório | Adilov 13'36" · Hamroev 26'07" · Berkinov 29'33" | Público: 8 025 Árbitro: BRA Anelize Schulz |

| 20 de setembro | Países Baixos                                                  | 5 – 2     | Paraguai                          | Bukhara Universal Sports Complex, Bucara       |
| 20:00          | Martinus 06'22" · Cretier 07'15", 34'27" · Chih 27'28", 36'31" | Relatório | Pascottini 16'11" · Suárez 22'32" | Público: 2 411 Árbitro: JPN Hiroyuki Kobayashi |

### Grupo B
| Pos | Equipe    | Pts | J | V | E | D | GP | GC | SG  | Classificado |
| --- | --------- | --- | - | - | - | - | -- | -- | --- | ------------ |
| 1   | Brasil    | 9   | 3 | 3 | 0 | 0 | 27 | 2  | +25 | Fase final   |
| 2   | Tailândia | 6   | 3 | 2 | 0 | 1 | 13 | 15 | −2  | Fase final   |
| 3   | Croácia   | 3   | 3 | 1 | 0 | 2 | 9  | 10 | −1  | Fase final   |
| 4   | Cuba      | 0   | 3 | 0 | 0 | 3 | 5  | 27 | −22 |              |

| 14 de setembro | Croácia        | 1 – 2     | Tailândia                              | Bukhara Universal Sports Complex, Bucara       |
| 15:00          | Sekulić 30'33" | Relatório | Osamanmusa 02'45" · Jungwongsuk 29'15" | Público: 1 250 Árbitro: CHI Cristian Espíndola |

| 14 de setembro | Brasil | 10 – 0    | Cuba | Bukhara Universal Sports Complex, Bucara |
| 17:30          | Marcel 01'18", 22'25", 32'54" · Neguinho 10'41" · Marlon 12'16", 22'52", 38'40" · Felipe Valério 12'46" · Pito 24'06" · Arthur 27'30" | Relatório |      | Público: 2 045 Árbitro: CZE Ondřej Černý |

| 17 de setembro | Tailândia | 10 – 5    | Cuba                                                                        | Bukhara Universal Sports Complex, Bucara      |
| 17:30          | Aransanyalak 05'10" · Jungwongsuk 11'57" · Thueanklang 13'58", 25'49" · Praphaphan 28'03", 28'32" · Osamanmusa 28'57", 36'07" · Chaemcharoen 31'21" · Phalaphruek 38'13" | Relatório | Valiente 03'48" · Morejon 15'10", 36'42" · Cotilla 15'18" · Martínez 29'20" | Público: 1 341 Árbitro: POR Cristiano Cardoso |

| 17 de setembro | Brasil | 8 – 1     | Croácia          | Bukhara Universal Sports Complex, Bucara    |
| 20:00          | Pito 12'34", 24'17" · Dyego 16'17" (2pen.) · Marcel 17'08", 23'13" · Neguinho 18'14" · Arthur 28'43" · Rafael 36'35" | Relatório | Marinović 14'12" | Público: 2 382 Árbitro: IRN Ebrahim Mehrabi |

| 20 de setembro | Tailândia         | 1 – 9     | Brasil | Bukhara Universal Sports Complex, Bucara |
| 17:30          | Osamanmusa 19'18" | Relatório | Marcel 05'37", 19'29", 35'03" · Felipe Valério 10'00" · Pito 22'12", 30'33" · Marlon 23'25" · Wongkaeo 26'00" (g.c.) · Ferrão 36'47" | Público: 2 040 Árbitro: CRC Diego Molina |

| 20 de setembro | Cuba | 0 – 7     | Croácia                                                                                        | Humo Arena, Tasquente                       |
| 17:30          |      | Relatório | Čekol 01'24", 26'16" · Vukmir 12'41" · Perić 22'35", 30'51" · Marinović 24'59" · Mataja 30'19" | Público: 1 528 Árbitro: ITA Nicola Manzione |

### Grupo C
| Pos | Equipe      | Pts | J | V | E | D | GP | GC | SG  | Classificado |
| --- | ----------- | --- | - | - | - | - | -- | -- | --- | ------------ |
| 1   | Argentina   | 9   | 3 | 3 | 0 | 0 | 18 | 7  | +11 | Fase final   |
| 2   | Ucrânia     | 6   | 3 | 2 | 0 | 1 | 12 | 10 | +2  | Fase final   |
| 3   | Afeganistão | 3   | 3 | 1 | 0 | 2 | 8  | 10 | −2  | Fase final   |
| 4   | Angola      | 0   | 3 | 0 | 0 | 3 | 11 | 23 | −12 |              |

| 15 de setembro | Afeganistão                                                                                                | 6 – 4     | Angola                                                               | Humo Arena, Tasquente                     |
| 17:30          | Mahmoodi 01'01" · Qanbari 06'15" · Mohammadi 09'10" · Norowzi 13'15" · Kazemi 15'46" · Hossein Poor 39'21" | Relatório | Safari 02'23" (g.c.) · Adérito 06'52", 35'53" · Moradi 39'37" (g.c.) | Público: 2 106 Árbitro: SVN Dejan Veselič |

| 15 de setembro | Argentina | 7 – 1     | Ucrânia         | Humo Arena, Tasquente                    |
| 20:00          | Arrieta 18'05" (2pen.), 31'31" · Brandi 18'24" · Rosa 20'35" · Borruto 29'43", 39'47" · Bolo Alemany 37'53" · | Relatório | Shoturma 17'27" | Público: 3 086 Árbitro: NZL Antony Riley |

| 18 de setembro | Angola                      | 2 – 7     | Ucrânia | Humo Arena, Tasquente              |
| 17:30          | Helber 16'59" · Vedo 39'10" | Relatório | Zhuk 06'58" (pen.) · Korsun 12'49", 15'34" · Melnyk 25'29" · Zvarych 27'23" · Cherniavskyi 31'54" · Shved 39'53" | Público: 1 374 Árbitro: CHN An Ran |

| 18 de setembro | Argentina           | 2 – 1     | Afeganistão             | Humo Arena, Tasquente                         |
| 20:00          | Rosa 02'46", 32'14" | Relatório | Sarmiento 31'50" (g.c.) | Público: 3 442 Árbitro: POR Eduardo Fernandes |

| 21 de setembro | Angola                                                              | 5 – 9     | Argentina | Humo Arena, Tasquente                      |
| 20:00          | Jó 00'55", 01'59", 09'56" · Claudino 31'45" (g.c.) · Adérito 32'53" | Relatório | Brandi 06'02", 16'12", 33'25", 33'31", 34'22" · Borruto 12'35" · Arrieta 17'41" · Trípodi 30'48" · Claudino 32'34" | Público: 4 449 Árbitro: NZL Chris Sinclair |

| 21 de setembro | Ucrânia                                                               | 4 – 1     | Afeganistão    | Andijan Universal Sports Complex, Andijã |
| 20:00          | Zhuk 14'01" (pen.) · Abakshyn 15'05" · Zvarych 36'57" · Korsun 37'17" | Relatório | Gholami 25'04" | Público: 2 090 Árbitro: SLV Jorge Flores |

### Grupo D
| Pos | Equipe        | Pts | J | V | E | D | GP | GC | SG  | Classificado |
| --- | ------------- | --- | - | - | - | - | -- | -- | --- | ------------ |
| 1   | Espanha       | 7   | 3 | 2 | 1 | 0 | 16 | 2  | +14 | Fase final   |
| 2   | Cazaquistão   | 7   | 3 | 2 | 1 | 0 | 15 | 2  | +13 | Fase final   |
| 3   | Líbia         | 3   | 3 | 1 | 0 | 2 | 4  | 13 | −9  |              |
| 4   | Nova Zelândia | 0   | 3 | 0 | 0 | 3 | 2  | 20 | −18 |              |

| 15 de setembro | Nova Zelândia  | 1 – 3     | Líbia                                           | Andijan Universal Sports Complex, Andijã     |
| 15:00          | Ditfort 39'34" | Relatório | Khamis 06'39" · Zreeg 28'16" · Abuksheam 39'22" | Público: 1 195 Árbitro: UZB Anatoliy Rubakov |

| 15 de setembro | Espanha         | 1 – 1     | Cazaquistão   | Andijan Universal Sports Complex, Andijã  |
| 17:30          | Gordillo 16'23" | Relatório | Orazov 00'05" | Público: 1 808 Árbitro: PAN Roberto López |

| 18 de setembro | Líbia         | 1 – 4     | Cazaquistão                                                             | Andijan Universal Sports Complex, Andijã     |
| 17:30          | Khamis 16'24" | Relatório | Suhayb 14'52" (g.c.) · Orazov 16'51" · Rashit 17'40" · Akbalikov 34'40" | Público: 1 572 Árbitro: URU Daniel Rodríguez |

| 18 de setembro | Espanha                                                                                        | 7 – 1     | Nova Zelândia | Andijan Universal Sports Complex, Andijã    |
| 20:00          | Mellado 11'14" · Gómez 20'18" · Catela 24'26", 31'00, 32'04" · Gordillo 25'12" · Campos 29'50" | Relatório | Twigg 05'58"  | Público: 1 993 Árbitro: EGY Mohamed Youssef |

| 21 de setembro | Líbia | 0 – 8     | Espanha | Andijan Universal Sports Complex, Andijã   |
| 17:30          |       | Relatório | Mellado 08'56", 15'54", 27'31" · Fernández 09'43" · Cortés 14'38", 28'19" · Catela 18'46" · Gordillo 31'48" | Público: 1 703 Árbitro: UAE Fahad Alhosani |

| 21 de setembro | Cazaquistão | 10 – 0    | Nova Zelândia | Humo Arena, Tasquente                   |
| 17:30          | Turegazin 08'14" · Daribay 11'44" · Knaub 14'18", 15'50", 20'22", 22'25", 36'09" · Léo 20'46", 29'36" · Wisnewski 30'42" (g.c.) | Relatório |               | Público: 3 828 Árbitro: PAN Ricardo Lay |

### Grupo E
| Pos | Equipe      | Pts | J | V | E | D | GP | GC | SG  | Classificado |
| --- | ----------- | --- | - | - | - | - | -- | -- | --- | ------------ |
| 1   | Portugal    | 9   | 3 | 3 | 0 | 0 | 17 | 4  | +13 | Fase final   |
| 2   | Marrocos    | 6   | 3 | 2 | 0 | 1 | 11 | 9  | +2  | Fase final   |
| 3   | Panamá      | 3   | 3 | 1 | 0 | 2 | 12 | 19 | −7  |              |
| 4   | Tajiquistão | 0   | 3 | 0 | 0 | 3 | 7  | 15 | −8  |              |

| 16 de setembro | Portugal | 10 – 1    | Panamá                 | Humo Arena, Tasquente                      |
| 17:30          | Peñaloza 04'37" (g.c.) · Afonso 05'11", 15'48" · Bruno Coelho 07'48" · Tomás Paçó 10'59" · Erick 11'33" · André 16'42", 28'51" · Kutchy 19'27" · Pany 36'16" | Relatório | Maquensi 34'05" (pen.) | Público: 2 078 Árbitro: AUS Ryan Shepheard |

| 16 de setembro | Tajiquistão                      | 2 – 4     | Marrocos                                                           | Humo Arena, Tasquente                       |
| 20:00          | Rizomov 33'02" · Sardorov 38'12" | Relatório | Boumezou 00'23", 28'24" · Charraoui 36'53" · Raiss El Fenni 37'26" | Público: 3 959 Árbitro: VEN Oriana Zambrano |

| 19 de setembro | Marrocos                                                                            | 6 – 3     | Panamá                                         | Humo Arena, Tasquente                       |
| 17:30          | El Mesrar 01'31", 38'28" · Charraoui 05'38", 16'22" · Raiss El Fenni 21'56", 35'31" | Relatório | Ortiz 15'36" · Campos 26'44" · Maquensi 32'23" | Público: 1 291 Árbitro: COL Daniel Manrique |

| 19 de setembro | Portugal                                  | 3 – 2     | Tajiquistão                    | Humo Arena, Tasquente                    |
| 20:00          | Pany 01'31" · Zicky 10'17" · Erick 27'56" | Relatório | Aliev 26'38" · Soliev 39'58" · | Público: 3 239 Árbitro: SLV Jorge Flores |

| 22 de setembro | Marrocos         | 1 – 4     | Portugal                                                         | Humo Arena, Tasquente                       |
| 17:30          | El Mesrar 33'33" | Relatório | Erick 01'59" · Bruno Coelho 18'09" (pen.), 21'08" · Zicky 38'27" | Público: 2 077 Árbitro: PAR Rafael Villalba |

| 22 de setembro | Panamá | 8 – 3     | Tajiquistão                                         | Bukhara Universal Sports Complex, Bucara     |
| 17:30          | Salomov 13'10" (g.c.) · Forero 13'35" · Milord 19'54" · Maquensi 30'39" · Caballero 37'15", 38'38" · Castrellón 38'01", 38'17" | Relatório | Alimakhmadov 04'39" · Rizomov 26'09" · Yorov 34'07" | Público: 1 572 Árbitro: POL Damian Grabowski |

### Grupo F
| Pos | Equipe    | Pts | J | V | E | D | GP | GC | SG  | Classificado |
| --- | --------- | --- | - | - | - | - | -- | -- | --- | ------------ |
| 1   | Irã       | 9   | 3 | 3 | 0 | 0 | 20 | 6  | +14 | Fase final   |
| 2   | França    | 6   | 3 | 2 | 0 | 1 | 14 | 10 | +4  | Fase final   |
| 3   | Venezuela | 3   | 3 | 1 | 0 | 2 | 11 | 17 | −6  | Fase final   |
| 4   | Guatemala | 0   | 3 | 0 | 0 | 3 | 10 | 22 | −12 |              |

| 16 de setembro | Irã                                                                                     | 7 – 1     | Venezuela      | Bukhara Universal Sports Complex, Bucara |
| 17:30          | Aghapour 07'00", 22'07" · Karimi 09'54", 12'43" · Azimi 18'55", 38'27" · Davoudi 26'25" | Relatório | Francia 14'08" | Público: 1 694 Árbitro: CRO Nikola Jelić |

| 16 de setembro | Guatemala                                          | 3 – 6     | França                                                                                          | Bukhara Universal Sports Complex, Bucara  |
| 20:00          | Sandoval 01'02" · Alvarado 09'35" · P. Ruíz 19'25" | Relatório | Tchaptchet 12'33", 17'25" · Mouhoudine 20'06" · Ramirez 30'10" · Mohammed 31'39" · Lutin 36'04" | Público: 2 079 Árbitro: TUN Aymen Kammoun |

| 19 de setembro | Irã | 9 – 4     | Guatemala                                                    | Bukhara Universal Sports Complex, Bucara       |
| 17:30          | Ahmadabbasi 05'55", 26'30", 39'15" · Aghapour 10'14", 20'58" · Tayyebi 13'15", 36'08" · Azimi 24'22" · Karimi 31'34" | Relatório | P. Ruíz 05'42", 14'32" · Sandoval 19'30" · E. Santizo 37'16" | Público: 1 209 Árbitro: ESP Alejandro Martínez |

| 19 de setembro | França                                                                                                   | 7 – 3     | Venezuela                                | Bukhara Universal Sports Complex, Bucara     |
| 20:00          | Menendez 05'23" · Saadaoui 16'02" · Ramirez 18'34", 37'38" · Touré 25'49" · Lutin 32'13" · Belhaj 38'58" | Relatório | Briceño 13'03", 21'49" · Viamonte 13'59" | Público: 1 726 Árbitro: VIE Trương Quốc Dũng |

| 22 de setembro | França       | 1 – 4     | Irã                                                             | Bukhara Universal Sports Complex, Bucara    |
| 20:00          | Touré 36'28" | Relatório | Aghapour 24'25", 36'23" · Oladghobad 27'16" · Rafieipour 29'19" | Público: 2 641 Árbitro: EGY Tarek Elkhataby |

| 22 de setembro | Venezuela                                                                                         | 7 – 3     | Guatemala                                        | Humo Arena, Tasquente                       |
| 20:00          | Briceño 00'40", 32'37", 35'56" · Cabarcas 17'49" · Carreño 24'42" · Viamonte 26'37" · Sanz 34'35" | Relatório | Paniagua 15'34" · Sandoval 31'16" · Tagre 39'28" | Público: 2 650 Árbitro: SUI Daniel Matković |

### Melhores terceiros colocados
As melhores quatro seleções terceiro colocadas nos grupos também avançam para as oitavas de final.
| Pos | Grp | Equipe      | Pts | J | V | E | D | GP | GC | SG | Classificado |
| --- | --- | ----------- | --- | - | - | - | - | -- | -- | -- | ------------ |
| 1   | A   | Costa Rica  | 4   | 3 | 1 | 1 | 1 | 9  | 10 | −1 | Fase final   |
| 2   | B   | Croácia     | 3   | 3 | 1 | 0 | 2 | 9  | 10 | −1 | Fase final   |
| 3   | C   | Afeganistão | 3   | 3 | 1 | 0 | 2 | 8  | 10 | −2 | Fase final   |
| 4   | F   | Venezuela   | 3   | 3 | 1 | 0 | 2 | 11 | 17 | −6 | Fase final   |
| 5   | E   | Panamá      | 3   | 3 | 1 | 0 | 2 | 12 | 19 | −7 |              |
| 6   | D   | Líbia       | 3   | 3 | 1 | 0 | 2 | 4  | 13 | −9 |              |

## Fase final
Na fase final, se uma partida estiver empatada no final do tempo normal de jogo, um tempo extra será disputado (dois períodos de cinco minutos cada) e seguido, se necessário, por uma disputa de pênaltis para determinar o vencedor. No entanto, para a partida do terceiro lugar, se for jogada diretamente antes da final, nenhum tempo extra será jogado e o vencedor será determinado por uma disputa de pênaltis.

### Esquema
|  | Oitavas de final           | Oitavas de final           |                            |   | Quartas de final | Quartas de final |                          |                          | Semifinais | Semifinais |  |  | Final | Final |
|  |                            |                            |                            |   |                  |                  |                          |                          |            |            |  |  |       |       |
|  | 24 de setembro – Tasquente |                            |                            |   |                  |                  |                          |                          |            |            |  |  |       |       |
|  |                            |                            |                            |   |                  |                  |                          |                          |            |            |  |  |       |       |
|  | Países Baixos              | 1                          |                            |   |                  |                  |                          |                          |            |            |  |  |       |       |
|  | Países Baixos              | 1                          | 29 de setembro – Tasquente |   |                  |                  |                          |                          |            |            |  |  |       |       |
|  | Ucrânia                    | 3                          |                            |   |                  |                  |                          |                          |            |            |  |  |       |       |
|  | Ucrânia                    | 3                          | Ucrânia                    | 9 |                  |                  |                          |                          |            |            |  |  |       |       |
|  | 25 de setembro – Andijã    |                            | Ucrânia                    | 9 |                  |                  |                          |                          |            |            |  |  |       |       |
|  |                            | Venezuela                  | 4                          |   |                  |                  |                          |                          |            |            |  |  |       |       |
|  | Espanha                    | Venezuela                  | 4                          | 1 |                  |                  |                          |                          |            |            |  |  |       |       |
|  | Espanha                    |                            | 2 de outubro – Tasquente   | 1 |                  |                  |                          |                          |            |            |  |  |       |       |
|  | Venezuela                  | 2                          |                            |   |                  |                  |                          |                          |            |            |  |  |       |       |
|  | Venezuela                  | 2                          | Ucrânia                    | 2 |                  |                  |                          |                          |            |            |  |  |       |       |
|  | 24 de setembro – Bucara    |                            | Ucrânia                    | 2 |                  |                  |                          |                          |            |            |  |  |       |       |
|  |                            | Brasil                     | 3                          |   |                  |                  |                          |                          |            |            |  |  |       |       |
|  | Brasil                     | Brasil                     | 3                          | 5 |                  |                  |                          |                          |            |            |  |  |       |       |
|  | Brasil                     | 29 de setembro – Bucara    |                            | 5 |                  |                  |                          |                          |            |            |  |  |       |       |
|  | Costa Rica                 | 0                          |                            |   |                  |                  |                          |                          |            |            |  |  |       |       |
|  | Costa Rica                 | 0                          | Brasil                     | 3 |                  |                  |                          |                          |            |            |  |  |       |       |
|  | 26 de setembro – Bucara    |                            | Brasil                     | 3 |                  |                  |                          |                          |            |            |  |  |       |       |
|  |                            | Marrocos                   | 1                          |   |                  |                  |                          |                          |            |            |  |  |       |       |
|  | Irã                        | Marrocos                   | 1                          | 3 |                  |                  |                          |                          |            |            |  |  |       |       |
|  | Irã                        |                            | 6 de outubro – Tasquente   | 3 |                  |                  |                          |                          |            |            |  |  |       |       |
|  | Marrocos                   | 4                          |                            |   |                  |                  |                          |                          |            |            |  |  |       |       |
|  | Marrocos                   | 4                          | Brasil                     | 2 |                  |                  |                          |                          |            |            |  |  |       |       |
|  | 26 de setembro – Andijã    |                            | Brasil                     | 2 |                  |                  |                          |                          |            |            |  |  |       |       |
|  |                            | Argentina                  | 1                          |   |                  |                  |                          |                          |            |            |  |  |       |       |
|  | Portugal                   | Argentina                  | 1                          | 1 |                  |                  |                          |                          |            |            |  |  |       |       |
|  | Portugal                   | 30 de setembro – Tasquente |                            | 1 |                  |                  |                          |                          |            |            |  |  |       |       |
|  | Cazaquistão                | 2                          |                            |   |                  |                  |                          |                          |            |            |  |  |       |       |
|  | Cazaquistão                | 2                          | Cazaquistão                | 1 |                  |                  |                          |                          |            |            |  |  |       |       |
|  | 27 de setembro – Tasquente |                            | Cazaquistão                | 1 |                  |                  |                          |                          |            |            |  |  |       |       |
|  |                            | Argentina                  | 6                          |   |                  |                  |                          |                          |            |            |  |  |       |       |
|  | Argentina                  | Argentina                  | 6                          | 2 |                  |                  |                          |                          |            |            |  |  |       |       |
|  | Argentina                  |                            | 3 de outubro – Tasquente   | 2 |                  |                  |                          |                          |            |            |  |  |       |       |
|  | Croácia                    | 0                          |                            |   |                  |                  |                          |                          |            |            |  |  |       |       |
|  | Croácia                    | 0                          | Argentina                  | 3 |                  |                  |                          |                          |            |            |  |  |       |       |
|  | 27 de setembro – Bucara    |                            | Argentina                  | 3 |                  |                  |                          |                          |            |            |  |  |       |       |
|  |                            | França                     | 2                          |   | Terceiro lugar   | Terceiro lugar   |                          |                          |            |            |  |  |       |       |
|  | Tailândia                  | França                     | 2                          | 2 | Terceiro lugar   | Terceiro lugar   |                          |                          |            |            |  |  |       |       |
|  | Tailândia                  | 30 de setembro – Bucara    | 30 de setembro – Bucara    | 2 |                  |                  | 6 de outubro – Tasquente | 6 de outubro – Tasquente |            |            |  |  |       |       |
|  | França                     | 30 de setembro – Bucara    | 30 de setembro – Bucara    | 5 |                  |                  | 6 de outubro – Tasquente | 6 de outubro – Tasquente |            |            |  |  |       |       |
|  | França                     | França                     | 2                          | 5 | Ucrânia          | 7                |                          |                          |            |            |  |  |       |       |
|  | 25 de setembro – Tasquente | França                     | 2                          |   | Ucrânia          | 7                |                          |                          |            |            |  |  |       |       |
|  |                            | Paraguai                   | 1                          |   | França           | 1                |                          |                          |            |            |  |  |       |       |
|  | Paraguai (pro)             | Paraguai                   | 1                          | 3 | França           | 1                |                          |                          |            |            |  |  |       |       |
|  | Paraguai (pro)             |                            |                            | 3 |                  |                  |                          |                          |            |            |  |  |       |       |
|  | Afeganistão                | 1                          |                            |   |                  |                  |                          |                          |            |            |  |  |       |       |
|  | Afeganistão                | 1                          |                            |   |                  |                  |                          |                          |            |            |  |  |       |       |

### Oitavas de final
| 24 de setembro | Brasil                                                                                | 5 – 0     | Costa Rica | Bukhara Universal Sports Complex, Bucara      |
| 17:30          | Marcel 04'37" · Felipe Valério 11'09" · Leandro Lino 27'46" · Neguinho 35'09", 39'34" | Relatório |            | Público: 1 471 Árbitro: ESP Juan José Cordero |

| 24 de setembro | Países Baixos    | 1 – 3     | Ucrânia                                | Humo Arena, Tasquente                        |
| 20:00          | Bouzambou 28'54" | Relatório | Zvarych 05'28" · Melnyk 30'29", 39'23" | Público: 1 883 Árbitro: URU Daniel Rodríguez |

| 25 de setembro | Espanha      | 1 – 2     | Venezuela                          | Andijan Universal Sports Complex, Andijã |
| 17:30          | Gómez 23'53" | Relatório | Villalobos 12'54" · Carreño 38'39" | Público: 1 235 Árbitro: CHN An Ran       |

| 25 de setembro | Paraguai                                             | 3 – 1 (pro) | Afeganistão     | Humo Arena, Tasquente                       |
| 20:00          | F. Martínez 29'40" · Méndez 40'51" · Espinoza 41'02" | Relatório   | Hossaini 14'34" | Público: 1 874 Árbitro: EGY Mohamed Youssef |

| 26 de setembro | Irã                                                     | 3 – 4     | Marrocos                                                                            | Bukhara Universal Sports Complex, Bucara    |
| 17:30          | Derakhshani 03'34" · Tayyebi 20'28" · Oladghobad 21'26" | Relatório | Bouzid 06'55" · Rafieipour 10'51" (g.c.) · El Mesrar 16'40" · Raiss El-Fenni 19'29" | Público: 1 954 Árbitro: SUI Daniel Matković |

| 26 de setembro | Portugal     | 1 – 2     | Cazaquistão                            | Andijan Universal Sports Complex, Andijã   |
| 20:00          | Zicky 20'16" | Relatório | Yesenamanov 10'23" · Tursagulov 39'46" | Público: 2 825 Árbitro: ARG Lautaro Romero |

| 27 de setembro | Tailândia                                  | 2 – 5     | França                                                                                          | Bukhara Universal Sports Complex, Bucara |
| 17:30          | Thueanklang 24'03" (pen.) · Wingwon 32'32" | Relatório | Bendali 08'00" · Sigarassy Touré 22'32" · Mohammed 28'46" · Mouhoudine 37'40" · Saadaoui 38'43" | Público: 1 017 Árbitro: NZL Antony Riley |

| 27 de setembro | Argentina                   | 2 – 0     | Croácia | Humo Arena, Tasquente                        |
| 20:00          | Brandi 01'30" · Rosa 23'09" | Relatório |         | Público: 2 307 Árbitro: UZB Anatoliy Rubakov |

### Quartas de final
| 29 de setembro | Brasil                                             | 3 – 1     | Marrocos        | Bukhara Universal Sports Complex, Bucara       |
| 17:30          | Marcel 11'02" · Leandro Lino 17'01" · Dyego 28'55" | Relatório | Boumezou 34'23" | Público: 2 705 Árbitro: ESP Alejandro Martínez |

| 29 de setembro | Ucrânia | 9 – 4     | Venezuela                                                           | Humo Arena, Tasquente                       |
| 20:00          | Abakshyn 04'13", 15'06", 17'14" · Shoturma 13'56" · Shved 19'37" · Semenchenko 20'24" · Sukhov 26'09" · Cherniavskyi 31'34" · Mykytiuk 37'51" | Relatório | M. Francia 05'12" · Viamonte 15'41" · Vidal 16'02" · Morillo 29'38" | Público: 3 209 Árbitro: EGY Tarek Elkhataby |

| 30 de setembro | França                          | 2 – 1     | Paraguai           | Bukhara Universal Sports Complex, Bucara |
| 17:30          | Guirio 21'57" · Mohammed 34'09" | Relatório | F. Martínez 27'51" | Público: 1 115 Árbitro: SLV Jorge Flores |

| 30 de setembro | Cazaquistão       | 1 – 6     | Argentina                                                                                                 | Humo Arena, Tasquente                    |
| 20:00          | Tursagulov 33'32" | Relatório | Rosa 21'59" · Claudino 26'39" · Arrieta 28'52" (pen.), 35'39" (pen.) · Corso 32'02" · Bolo Alemany 33'57" | Público: 8 898 Árbitro: CZE Ondřej Černý |

### Semifinais
| 2 de outubro | Ucrânia                             | 2 – 3     | Brasil                                                   | Humo Arena, Tasquente                    |
| 20:00        | Cherniavskyi 17'03" · Korsun 28'56" | Relatório | Semenchenko 20'46" (g.c.) · Dyego 22'00", 35'50" (2pen.) | Público: 4 208 Árbitro: NZL Antony Riley |

| 3 de outubro | Argentina                                        | 3 – 2     | França                         | Humo Arena, Tasquente                      |
| 20:00        | Arrieta 02'14", 36'33" (2pen.) · Claudino 07'07" | Relatório | Menendez 05'29" · Touré 24'32" | Público: 4 539 Árbitro: AUS Ryan Shepheard |

### Terceiro lugar
| 6 de outubro | Ucrânia                                                                                      | 7 – 1     | França          | Humo Arena, Tasquente                        |
| 17:30        | Cherniavskyi 10'20" · Zvarych 21'06" · Zhuk 26'55", 27'39" · Abakshyn 29'20", 29'39", 32'50" | Relatório | Saadaoui 22'10" | Público: 4 890 Árbitro: URU Daniel Rodríguez |

### Final
| 6 de outubro | Brasil                        | 2 – 1     | Argentina   | Humo Arena, Tasquente                          |
| 20:00        | Ferrão 05'47" · Rafael 12'34" | Relatório | Rosa 38'00" | Público: 9 029 Árbitro: ESP Alejandro Martínez |

## Premiação
| Vencedor          |
| Brasil            |
| ----------------- |
| BRASIL 6.º título |

| Vice-campeão | Argentina |

| 3° lugar | Ucrânia |

| 4° lugar | França |

Os seguintes prêmios individuais foram designados no torneio:
| Prêmio FIFA Chuteira de Ouro                              | Prêmio FIFA Fair Play | Prêmio FIFA Luva de Ouro | Prêmio FIFA Bola de Ouro                                |
| --------------------------------------------------------- | --------------------- | ------------------------ | ------------------------------------------------------- |
| 1. BRA Marcel 2. UKR Danyil Abakshyn 3. ARG Kevin Arrieta | Portugal              | BRA Willian              | 1. BRA Dyego 2. BRA Marlon 3. UKR Rostyslav Semenchenko |

## Artilharia
Foram marcados 362 gols em 52 partidas, com média de 6,96 gols por partida.
10 gols (1)
- Marcel

7 gols (3)
| - Kevin Arrieta - Alan Brandi | - Danyil Abakshyn |  |

6 gols (2)
| - Matías Rosa | - Salar Aghapour |  |

5 gols (3)
| - Pito - Arnold Knaub | - Kevin Briceño |  |

4 gols (13)
| - Dyego - Marlon - Neguinho - Catela - Miguel Mellado - Soufiane El Mesrar - Idriss Raiss El Fenni | - Francisco Martínez - Muhammad Osamanmusa - Ihor Cherniavskyi - Ihor Korsun - Yevhenii Zhuk - Mykhailo Zvarych |  |

3 gols (25)
| - Adérito - Jó - Cristian Borruto - Ángel Claudino - Felipe Valério - Abdessamad Mohammed - Kévin Ramirez - Ayoub Saadaoui - Patrick Ruiz - Marvin Sandoval - Saeid Ahmadabbasi - Behrooz Azimi - Mahdi Karimi | - Hossein Tayyebi - Otmane Boumezou - Soufian Charraoui - Ismail Ouaddouh - Alfonso Maquensi - Bruno Coelho - Erick Mendonça - Zicky Té - Jesús Gordillo - Suphawut Thueanklang - Andrii Melnyk - Jesus Viamonte |  |

2 gols (46)
| - Lucas Bolo Alemany - Arthur - Ferrão - Leandro Lino - Rafa Santos - Minor Cabalceta - Edwin Cubillo - Yosel León - Kristian Čekol - Dario Marinović - Luka Perić - Cristian Morejon - Nelson Lutin - Nicolás Menendez - Souheil Mouhoudine - Mamadou Siragassy Touré - Arthur Tchaptchet - Mamadou Touré - Moslem Oladghobad - Léo - Birzhan Orazov - Dauren Tursagulov - Mohamed Khamis | - Said Bouzambou - Mohamed Chih - Jordy Cretier - José Caballero - Abdiel Castrellón - Arnaldo Báez - Jorge Espinoza - Emerson Méndez - Pedro Pascottini - Adolfo Salas - Afonso - André - Pany - Francisco Cortés - Raúl Gómez - Samandar Rizomov - Ronnachai Jungwongsuk - Itticha Praphaphan - Petro Shoturma - Nazar Shved - Khusniddin Nishonov - Víctor Carreño - Milton Francia |  |

1 gol (73)
| - Mehran Gholami - Hamid Hossaini - Reza Hosseinpour - Akbar Kazemi - Farzad Mahmoodi - Hussain Mohammadi - Mahdi Norowzi - Omid Qanbari - Helber - Vedo - Sebastián Corso - Lucas Trípodi - Diego Chavarría - Jean Salas - David Mataja - Antonio Sekulić - Niko Vukmir - Dayan Cotilla - Iduan Martínez - Cristián Valiente - Sid Belhaj - Steve Bendali - Ouassini Guirio - Román Alvarado - Jenner Paniagua - Edgar Santizo - Nelson Tagre - Amirhossein Davoudi - Mohammad Derakhshani - Alireza Rafieipour - Albert Akbalikov - Akzhol Daribay - Zhakhangir Rashit - Rinat Turegazin - Chingiz Yesenamanov - Feras Abuksheam - Mohamed Zreeg | - Khalid Bouzid - Tevfik Ceyar - Jordany Martinus - Jordan Ditfort - Art Twigg - Aquiles Campos - Mario Forero - Ruman Milord - Abdiel Ortiz - Lucas Suárez - Kutchy - Tomás Paçó - Raúl Campos - Adolfo Fernández - Komron Aliev - Nekruz Alimakhmadov - Fayzali Sardorov - Bakhtiyor Soliev - Idris Yorov - Krit Aransanyalak - Apiwat Chaemcharoen - Sarawut Phalaphruek - Narongsak Wingwon - Mykola Mykytiuk - Rostyslav Semenchenko - Oleksandr Sukhov - Mashrab Adilov - Samariddin Berkinov - Ilhomjon Hamroev - Ikhtiyor Ropiev - Elbek Tulkinov - Wilmer Cabarcas - Rafael Morillo - Carlos Sanz - Alfredo Vidal - José Villalobos |  |

Gols contra (12)
| - Mohammad Javad Safari (para Angola) - Mohammad Moradi (para Angola) - Ángel Claudino (para Angola) - Nicolás Sarmiento (para o Afeganistão) - Alireza Rafieipour (para o Marrocos) - Abraheem Suhayb (para o Kazaquistão) | - Tevfik Ceyar (para Costa Rica) - Logan Wisnewski (para o Kazaquistão) - Jaime Peñaloza (para Portugal) - Dilshod Salomov (para o Panamá) - Kritsada Wongkaeo (para o Brasil) - Rostyslav Semenchenko (para o Brasil) |  |

## Classificação final
De acordo com a convenção estatística no futebol, partidas decididas na prorrogação são contadas como vitórias e derrotas, enquanto partidas decididas nos pênaltis são contadas como empates.
| Pos. | Seleção       | J | V | E | D | GP | GC | SG  | Pts | Resultado                       |
| ---- | ------------- | - | - | - | - | -- | -- | --- | --- | ------------------------------- |
| 1    | Brasil        | 7 | 7 | 0 | 0 | 40 | 6  | +34 | 21  | Campeão                         |
| 2    | Argentina     | 7 | 6 | 0 | 1 | 30 | 12 | +18 | 18  | 2.º lugar                       |
| 3    | Ucrânia       | 7 | 5 | 0 | 2 | 33 | 19 | +14 | 15  | 3.º lugar                       |
| 4    | França        | 7 | 4 | 0 | 3 | 24 | 23 | +1  | 12  | 4.º lugar                       |
| 5    | Cazaquistão   | 5 | 3 | 1 | 1 | 18 | 9  | +9  | 10  | Eliminados nas quartas de final |
| 6    | Paraguai      | 5 | 3 | 0 | 2 | 15 | 11 | +4  | 9   | Eliminados nas quartas de final |
| 7    | Marrocos      | 5 | 3 | 0 | 2 | 16 | 15 | +1  | 9   | Eliminados nas quartas de final |
| 8    | Venezuela     | 5 | 2 | 0 | 3 | 17 | 27 | –10 | 6   | Eliminados nas quartas de final |
| 9    | Irã           | 4 | 3 | 0 | 1 | 23 | 10 | +13 | 9   | Eliminados nas oitavas de final |
| 10   | Portugal      | 4 | 3 | 0 | 1 | 18 | 6  | +12 | 9   | Eliminados nas oitavas de final |
| 11   | Espanha       | 4 | 2 | 1 | 1 | 17 | 4  | +13 | 7   | Eliminados nas oitavas de final |
| 12   | Tailândia     | 4 | 2 | 0 | 2 | 15 | 20 | –5  | 6   | Eliminados nas oitavas de final |
| 13   | Países Baixos | 4 | 1 | 2 | 1 | 11 | 10 | +1  | 5   | Eliminados nas oitavas de final |
| 14   | Costa Rica    | 4 | 1 | 1 | 2 | 9  | 15 | –6  | 4   | Eliminados nas oitavas de final |
| 15   | Croácia       | 4 | 1 | 0 | 3 | 9  | 12 | –3  | 3   | Eliminados nas oitavas de final |
| 16   | Afeganistão   | 4 | 1 | 0 | 3 | 9  | 13 | –4  | 3   | Eliminados nas oitavas de final |
| 17   | Panamá        | 3 | 1 | 0 | 2 | 12 | 19 | –7  | 3   | Eliminados na fase de grupos    |
| 18   | Líbia         | 3 | 1 | 0 | 2 | 4  | 13 | –9  | 3   | Eliminados na fase de grupos    |
| 19   | Uzbequistão   | 3 | 0 | 1 | 2 | 7  | 12 | –5  | 1   | Eliminados na fase de grupos    |
| 20   | Tajiquistão   | 3 | 0 | 0 | 3 | 7  | 15 | –8  | 0   | Eliminados na fase de grupos    |
| 21   | Angola        | 3 | 0 | 0 | 3 | 11 | 22 | –11 | 0   | Eliminados na fase de grupos    |
| 22   | Guatemala     | 3 | 0 | 0 | 3 | 10 | 22 | –12 | 0   | Eliminados na fase de grupos    |
| 23   | Nova Zelândia | 3 | 0 | 0 | 3 | 2  | 20 | –18 | 0   | Eliminados na fase de grupos    |
| 24   | Cuba          | 3 | 0 | 0 | 3 | 5  | 27 | –22 | 0   | Eliminados na fase de grupos    |

## Patrocínio
| Parceiros FIFA - Adidas - Coca-Cola - Aramco - Qatar Airways - Hyundai - Visa Apoiadores do torneio - Valvoline - Almalyk Mining e Metallurgical Combine - Apex Insurance - Apex Life - Artel - BMB Holding - Saber Perfume - Uztelecom |